# Villa de Ves
Villa de Ves és un municipi situat al nord de la província d'Albacete.

## Història
La localitat va ser reconquistada als musulmans per Alfons VIII de Castella en els començaments del segle xiii, convertint-se en vila en l'any 1272 sota el privilegi concedit per Alfons X el Savi. Va pertànyer al senyoriu de Villena i amb els Reis Catòlics va passar a ser realengo. El llogaret de Casas de Ves va anar adquirint major importància al mateix temps que Villa de Ves va perdre el seu valor estratègic, així en el segle xviii el municipi residia en Casas de Ves encara que Villa de Ves seguia sent el cap.
El 1838 amb Isabel II, Villa de Ves va tornar a adquirir l'autonomia municipal. Des de l'any 1962 el cap del municipi és l'antic llogaret del Villar, anomenada ara Villa de Ves, mentre que la vella població rep el nom de Barri del Santuario. Cal destacar l'església parroquial de la localitat, bell edifici edificat amb pedra llaurada d'estil gòtic tardà pel que hagué de ser construïda o reconstruïda entre els segles xiv i xv. Les veus del poble asseguren que es va edificar sobre una mesquita àrab, encara que resulta difícil trobar dades que atestin aquesta llegenda. Se sap que l'església parroquial estava dedicada a Mare de Déu de l'Assumpció i que depenia l'arquebisbat de Cartagena. En l'actualitat depèn del rector de Casas de Ves i a efectes jurídics eclesiàstics al bisbe d'Albacete.